# Андерсон, Никки
Никки Андерсон (англ. Nikki Anderson), урождённая Николетта Прушински (венг. Prusinszky Nikoletta, род. 1 марта 1977 или 11 марта 1977, Будапешт) — венгерская порноактриса и фотомодель.

## История
Снималась в фильмах Пьера Вудмана и Рокко Сиффреди. В 1996 году попала на кастинг к Пьеру Вудману. Это стало её первым сексуальным и кинематографическим опытом. Снималась во многих фильмах в период с 1996 по 2004 год. Сейчас живёт в Будапеште.

## Премии и номинации
- Hot d'Or Best European new Starlet — 1997
- Hot d'Or Best European Actress — 1999, за L’enjeu du desir[3]
- Penthouse Pet of the Month — май 2000[4]